# 서울등현초등학교
서울등현초등학교는 대한민국 서울특별시 강서구 등촌동에 있는 공립 초등학교이다.

## 학교 연혁
- 1995년 10월 21일 서울등현초등학교 개교(26학급, 등원초등학교에서 408명 인수)
- 1995년 11월 30일 개교식
- 1996년 6월 7일 학교 운영위원회 발족
- 2004년 6월 1일 각 교실 선풍기 및 시청각실 냉난방기 설치
- 2004년 9월 1일 과학실 현대화 및 각 교실 바닥재 교체
- 2008년 9월 30일 저학년 화장실 리모델링 공사 및 종합학습관 냉방기 설치 공사
- 2009년 2월 23일 시청각실 및 교실 리모델링(1,2학년)
- 2009년 7월 8일 소운동장 우레탄 포장공사 및 교실(6학년), 보건실 리모델링
- 2011년 2월 28일 교실 리모델링(3,4학년)
- 2012년 2월 6일 교실조명, 학습자료제작실, 교사휴게실, 베란다, 도서실 리모델링, 운동장 놀이시설 공사
- 2012년 8월 23일 종합학습관 냉난방기, 조명시설 설치
- 2013년 11월 4일 소운동장 환경개선
- 2016년 6월 17일 친환경 학교농장 조성
- 2018년 8월 8일 과학실험실 환경 개선공사
- 2018년 9월 11일 본관 인방 및 학교 담장 펜스 도색 공사
- 2019년 1월 14일 방송실 환경 개선공사
- 2019년 1월 28일 1학년 교실 꿈을 담은 돌봄교실 개관
- 2019년 2월 15일 제24회 졸업식(105명)
- 2019년 8월 22일 미세먼지 현황판 설치
- 2020년 1월 29일 3층 방과후교실 환경개선공사 및 본관 내진설계 시공
- 2020년 2월 14일 제25회 졸업식(124명)
- 2025년 10월 21일 개교 30주년

## 학교 상징
- 교화 - 진달래 : 어려움을 이겨냄
- 교목 - 소나무 : 푸르고 고귀함(높은 기상)

## 참고 자료
- 서울등현초등학교 - 한국교육학술정보원 학교알리미